# Musée Jean-Jacques-Rousseau
Le musée Jean-Jacques Rousseau est situé à Montmorency, dans le département du Val-d'Oise en France. Il est installé dans la petite maison du Mont-Louis où Jean-Jacques Rousseau séjourna de 1757 à 1762.

## Histoire

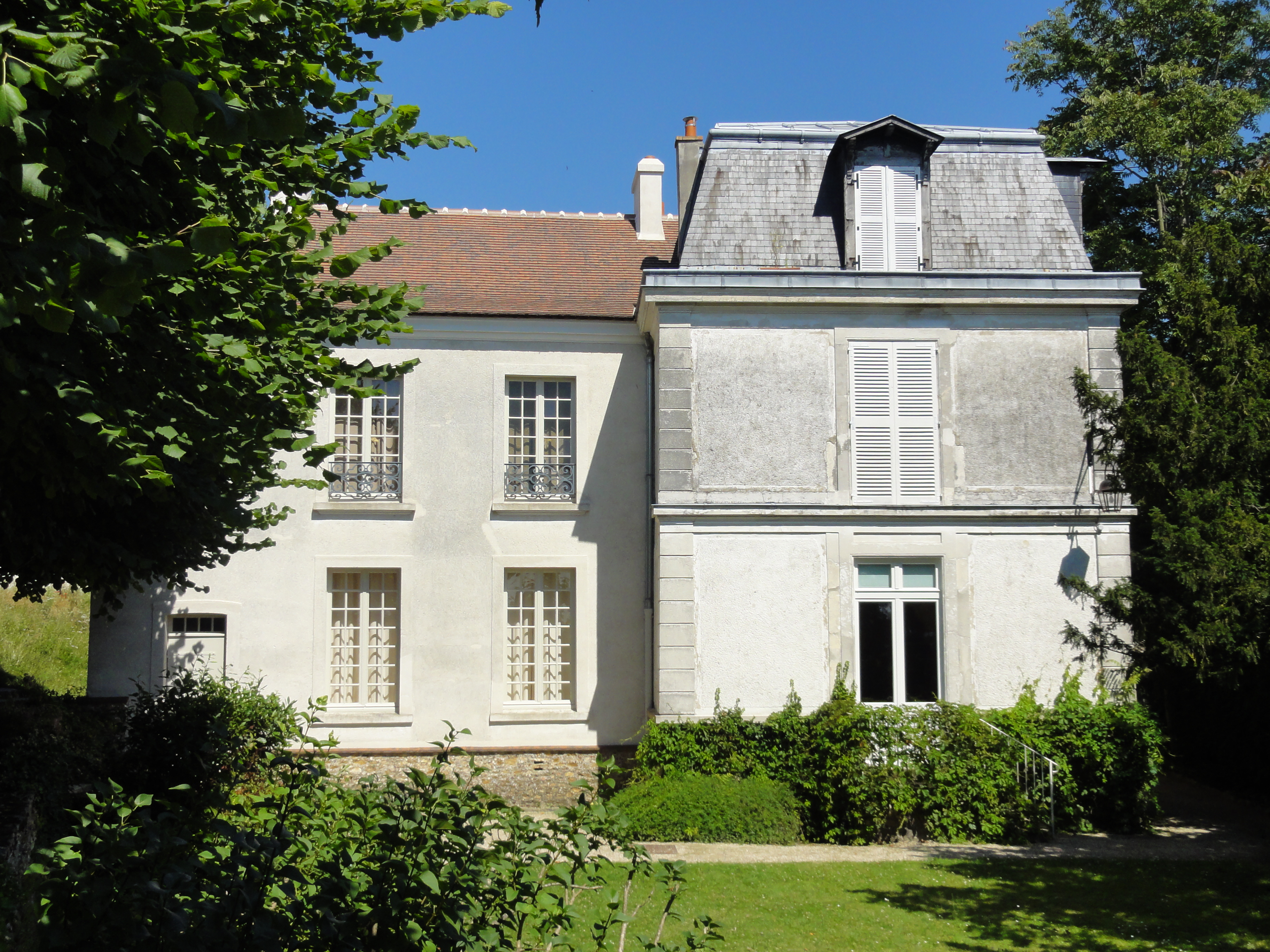
Maison de Jean-Jacques-Rousseau, côté jardin.

Jean-Jacques Rousseau fuit Paris, « ville de bruit, de fumée et de boue », afin de trouver un lieu plus proche de la nature. Grâce à Mme d’Épinay, il s’installe le 9 avril 1756 à l’Ermitage de Montmorency, puis se brouillant avec son hôtesse, doit emménager ailleurs : Jacques-Joseph Mathas, procureur fiscal lui suggère dans la même localité sa propriété du Mont-Louis, petite maison rurale en assez mauvais état mais au loyer modeste. Rousseau et Marie-Thérèse Le Vasseur s'y installent le 15 décembre 1757. Il trouve dans son jardin un lieu propice pour développer son « système » philosophique, notamment dans son « donjon », gloriette au fond du jardin dont il fait son cabinet de travail pour écrire à l'abri des regards indiscrets des deux occupants de la « Maison des Commères ».
Un acte notarié dressé sur demande de Rousseau, le mobilier ayant appartenu à Mme d’Épinay à l’Ermitage, ainsi que des documents iconographiques et les témoignages de l’époque ont permis que soit restitué avec fidélité et « sensibilité » le cadre de vie de l’écrivain.
Les façades et toitures de la maison de Jean-Jacques-Rousseau et de son cabinet de travail dit le Donjon, ainsi que les façades et toitures de la maison dite Maison des commères ainsi que le jardin sont classés monuments historiques par arrêté du 21 décembre 1984.
En 2011, le musée dispose du label Musée de France. Il est également membre de la Fédération des maisons d’écrivain et des patrimoines littéraires, et de la Route historique des maisons d'écrivains.
En 2022, le musée présente pour la première fois une exposition d'Art contemporain en invitant l'artiste français Michaël Cailloux pour une carte blanche baptisée Merveilleuses rêveries,.

## Bâtiments

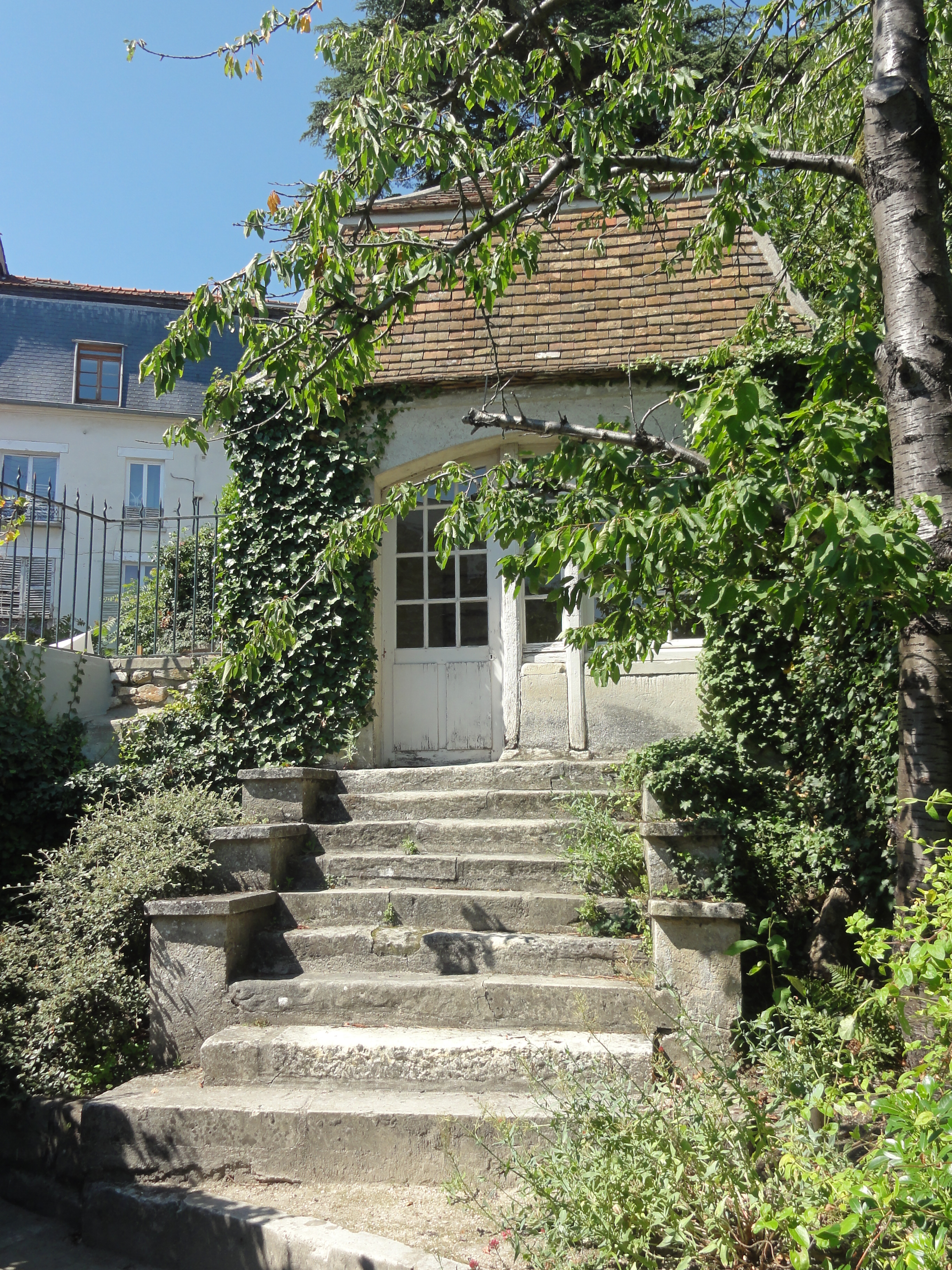
Le donjon, cabinet de travail au jardin.

Le musée est constitué de la maison de Jean-Jacques-Rousseau, le Mont-Louis, et de la Maison des Commères liée à la vie du philosophe à Montmorency. Au fond du jardin, le « donjon », petit pavillon mansardé, était le cabinet de travail de l'écrivain. C'est là qu'il écrivit Julie ou la Nouvelle Héloïse, la Lettre à d'Alembert sur les spectacles de l'Encyclopédie, Émile, ou De l'éducation et le Du contrat social. Une extension de la maison datant du XIXe siècle abrite régulièrement des expositions temporaires, sur la vie et l’œuvre de Rousseau ainsi que sur le XVIIIe siècle en général et l’histoire locale. La Maison des Commères abrite quant à elle une bibliothèque de consultation et de recherche ouverte à tous ainsi que les activités éducatives du musée.